# Indian Rock
Indian Rock est une arche naturelle du comté de Mariposa, en Californie, dans le sud-ouest des États-Unis. Cette formation rocheuse en granite est protégée au sein du parc national de Yosemite. On l'atteint depuis une branche du sentier de randonnée menant au North Dome.